# تپه دارپنچاه منی
تپه دارپنچاه منی مربوط به عصر آهن است و در شهرستان گیلانغرب، بخش گواور، دهستان گواور، ۳۰۰ متری جنوب روستای علیرضاوندی واقع شده و این اثر در تاریخ ۲۷ اسفند ۱۳۸۶ با شمارهٔ ثبت ۲۲۳۵۳ به‌عنوان یکی از آثار ملی ایران به ثبت رسیده است.